# Erica cruenta
Erica cruenta är en ljungväxtart som beskrevs av Soland. Erica cruenta ingår i släktet klockljungssläktet, och familjen ljungväxter.

## Underarter
Arten delas in i följande underarter:
- E. c. buccinula
- E. c. campanulata
- E. c. mutica

## Bildgalleri

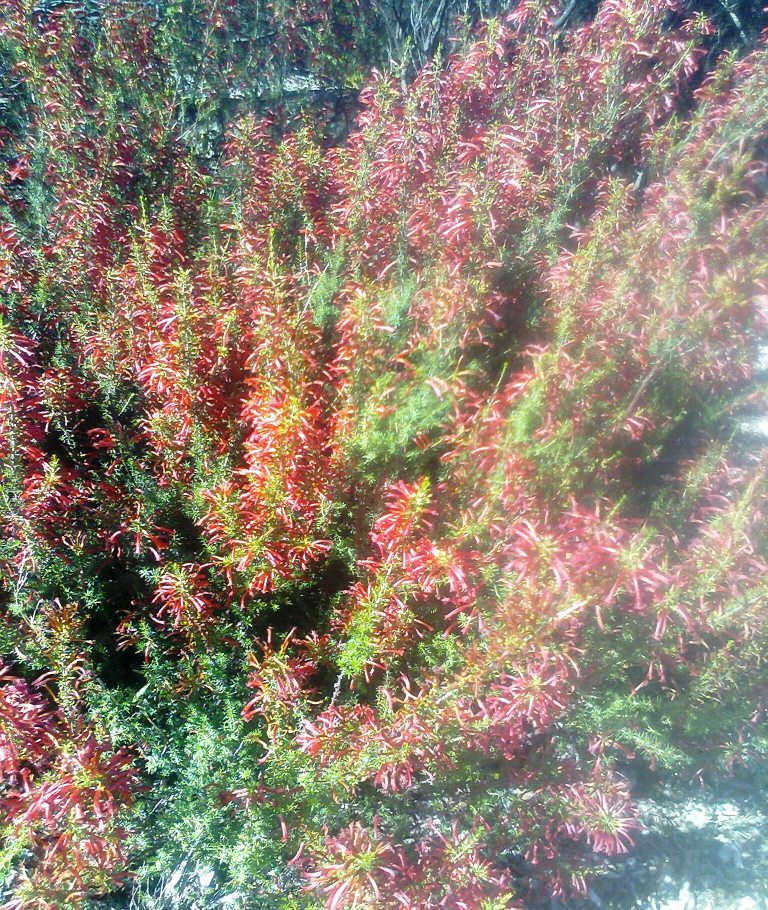